# ロバート・ホリー
ロバート・ホリー（英語: Robert Holley、1960年11月14日 - ）は、アメリカ合衆国出身の弁護士であり、朝鮮の氏族の影島河氏の始祖である。
ロバート・ホリーは高校時代に韓国にモルモン教の宣教師として訪問し、その後、延世大学校を卒業し、韓国人女性と結婚して3人の子供をも受けた。
ロバート・ホリーは1997年8月にアメリカ国籍を離脱し、韓国国籍を取得した。
2019年4月8日、水原警察はクリスタル・メスをインターネットで購入しソウルにある自宅で所持していたとしてホリーを逮捕した。